# Culinária assíria

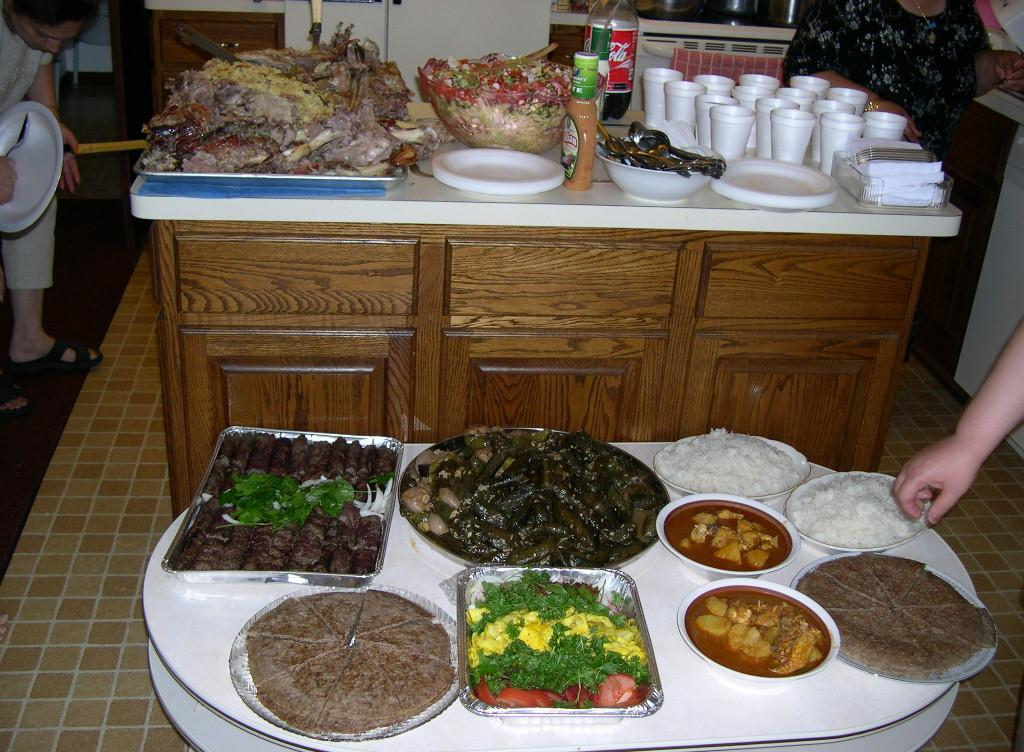
Típica culinária Assíria

A culinária Assíria é a culinária dos povos nativos de etnia Assíria, Aramaica Oriental de língua Siríaca Cristã do norte do Iraque, do nordeste da Síria, do noroeste do Irã e do sudeste da Turquia. A culinária Assírio é muito semelhante a outras do Oriente Médio e das culinárias Caucásia, tais como a culinária Grega, culinária Libanesa, Turca, Israelita, e Arménia, com a maioria dos pratos sendo semelhante à culinária da área em que os Assírios vivem/se originaram. É um culinária rica em legumes e cereais, como a cevada, carne, tomate, ervas, especiarias, queijo, de batata, assim como ervas, produtos lácteos fermentados, e pepinos em conserva. O álcool, em particular, cerveja de trigo, de vinho orgânico e arak também é consumido.

## Visão geral
O arroz é servido geralmente com cada refeição acompanhada por um guisado de que, normalmente, é derramado sobre o arroz. O chá é consumido em todos os momentos do dia, com ou sem refeições, sozinho ou como uma bebida social. Queijo, biscoitos, bolachas, baclava, ou outros petiscos são normalmente servidos junto com o chá, como aperitivos. Restrições alimentares podem aplicar-se durante a Quaresma, em que certos tipos de alimentos não podem ser consumidos; muitas vezes com significado de origem animal.
A principal diferença entre a culinárias Assíria e de outros locais do Oriente Médio é que o álcool é bastante popular, com várias cerveja tradições especificamente na forma de arak, cerveja de trigo, e vinhos orgânicos, sendo os predominante entre eles. Ao contrário, na cozinha Judaica e culinária Islâmica da região, a carne de porco é permitido. Assírios são Cristãos, no entanto, ele não é muito consumido nos países Árabes, a Turquia ou no Irã por causa de restrições sobre a disponibilidade impostas pelas maiorias Muçulmanas.

### Variações de cozinha e diferenças regionais
A maior parte do tempo, o preparo das refeições pela diáspora Assíria (aqueles que vivem fora de suas terras ancestrais) reflete a região dos antepassados de cada indivíduo. Os alimentos consistem de ingredientes similares no entanto, o modo como eles são preparados ligeiramente varia de região para região. Na Diáspora Assíria, os indivíduos tendem a combinar a autêntica refeições Assírias com refeições étnicas de uma determinada região.
Porque os Assírios são agora uma minoria étnica e religiosa em todas as regiões que tradicionalmente vivem, a sua gastronomia local também contém elementos de sociedades vizinhas e outros grupos étnicos. A maioria da cozinha Iraquianos é incorporada cozinha Assíria no Iraque, e o mesmo ocorre para Assírios do Irã, Síria ou Turquia. Faláfel com amba , por exemplo, é muito popular entre os Assírios e são especialmente comuns durante a quaresma e outros feriados com restrições alimentares que exigem abstinência de produtos de origem animal. Eles também foram inspirados por Turcos e Persas, e podem comer um prato chamado bushala, que é uma sopa de iogurte equivalente a Ash-e dooghIraniana contendo vegetais folhosos. Este prato não é conhecido entre a maioria do povo Tyari, onde eles ao invés de usar o termo bushala para o tipo de sopa (semelhante a da Índia, o requeijão, arroz) que contém apenas o iogurte e arroz, que pode ser temperado com manteiga e azeite de oliva. Este prato é conhecido como girdoo entre outras grupos Assírios, para diferenciá-lo da frondosa sopa de mesmo nome bushala.

## Café da manhã
Um café da manhã comum inclui ovos fritos e os tomates temperados com várias especiarias e ovos mexidos misturado com legumes. Ovos levemente cozidos são, muitas vezes, feitos quando membros da família estão doentes como muitos acreditam ser muito saudável. Harissa, uma tradicional mingau Assírio feito de frango, farinha de trigo, e uma quantidade generosa de manteiga, geralmente feitas durante o Natal, também é comido como um café da manhã por alguns porque ela é percebida como uma pesada e nutritiva refeição. Feito em casa, o iogurte chamado mastā pode ser consumido puro, com pães, ou misturado com os pepinos, alho, sal, hortelã, azeite e chamado de "tzatziki."
Queijos variados e "samoon" (grosso pão Assírio) são também muito populares. Baclava, kleicha, e kanafeh também pode ser comido durante a hora do almoço. Kaymak é um creme que é consumido com mel ou xarope de tâmara em samoon. Durante a Quaresma, a carne e os produtos lácteos são desaprovados por razões religiosas, e muitos Assírios, normalmente, fritam uma mistura de cubos de tomate, cebola, batata e pimentão verde, com uma quantidade generosa de azeite, adicionando-lhe especiarias como curry, pimenta, páprica, o sal e pimentão. Isso geralmente é comido com samoon, lawasha (pita desdobrado e liso) ou pão pita. O café da manhã durante a Quaresma inclui também tahine misturado com figo ou a xarope de tâmara chamado "napukhta", que é comido com pães. Halva, que é uma pasta de gergelim misturado com pistache, é também muito popular durante a Quaresma.

## Aperitivos
Maza Assírio (ܡܙܐ) é semelhante ao relacionados com cozinhas dos Mezes que podem incluir homus (ḥemṣē ṭḥīnē), baba ganoush, tabule, fatuche, legumes burek (rolo de ovo frito recheado com carne moída ou frango, cebola, salsa, e várias especiarias), etc. Faba, conhecido como baqqilē, e grão-de-bico, conhecido como ḥemṣē ou ḥerṭmanē (ܚܪܛܡܢܐ), são muito comuns em sopas, saladas, e encontrar o seu caminho em muitos alimentos. Amêndoas e passas fritas são também usadas, mas não como aperitivos, mas sim como guarnições para os pratos principais. "Batata chap" é um purê de batatas frito recheados com carne moída, a salsinha e a cebola.
"Quibe", feito com carne moída e um camada exterior de trigo é achatada e, em seguida, frito ou de forno é outra maza favorita, e muitas vezes é comido com ketchup ou com molho de carne. Outro popular maza é tourshee que significa, literalmente, "piclados". Muitos tipos diferentes de vegetais em conserva, como pepino, repolho, cenoura, couve-flor, beterraba e pimentão.
É verdade que a dieta Assíria é influenciada pela culinária de uma região específica em que as pessoas vivem, mas mesmo assim, os Assírios têm os seus próprios alimentos distintos da área onde vivem. Tourshea é uma conserva de vegetais que é Assírio. Nos EUA, a influência da dieta alimentar local é visto por pela adição de açúcar no picles, diferente do que ocorre nos povos Assírios do Oriente Médio. Dolmades (vegetais recheados), folhas de uva (dolmades durpeh) e repolho (dolmeh kalama) são alimentos tipicamente Assírio.
Os Assírios que vivem nos Estados Unidos são o menos influenciado pelos alimentos locais provavelmente, porque a dieta local e os alimentos Assírio são tão diferentes. Reesheh shickle, sopa de carne de porco é uma outro prato Assírio, embora devido a ser a carne de porco, não é comum. O arroz com dill e feijão é tipicamente Iraniano, enquanto na versão Assíria, o arroz é cozido com manteiga pura. Assírios ter um distinto khoodoosh, cozido feito com feijão verde e carne vermelha. Harissa é um comida Assírio festiva feita com o frango inteiro e pirda (trigo). Estes são considerados os "puros" alimentos Assírios.

## O almoço e o jantar
Não há nenhuma diferença para o almoço e jantar à Assíria, como há com algumas outras culturas, eles são referidos como kawitrā w kharamsha, ou ˁurāytā w ḥšāmtā (ܚܕܝܐ ܘ ܥܫܝܐ). O almoço e o jantar tipicamente consistem de arroz basmati , que pode ser preparado sem formatação, vermelho (smooqah), amarelo (zardah), ou simplesmente puro com macarrãoem miniatura chamado sha'riya. Como alternativa, há também de arroz verde (reza qeena), que é aromatizado e temperado com feijão e dill, o que lhe confere uma cor verde. No lugar do arroz, gurgur (burghul ou "perda" em Assírio), que pode ser preparado da mesma forma como o arroz. Quibe de carne bovina e de frango, grelhados em espetos, também são comumente consumidos na hora das refeições.
Biryani é um prato Assírio de arroz com sha'riya feito de ervilhas verdes, cubos fritos de batatas, amêndoas, passas, fatias de ovos cozidos duros, e frango. Rezza Smooqah (arroz vermelho) é muitas vezes feito com frango ou carne. O arroz é geralmente acompanhado por um guisado, chamado shirwah, com um caldo de base (preparado com massa de tomate e especiarias) e um principal ingrediente vegetal (batata, feijão, quiabo, vagem, espinafre, couve-flor, ou abobrinha). Carne bovina, de frango, ou de cauda de boi podem ser adicionados de acordo com o gosto e disponibilidade. Durante a Quaresma, a carne é omitida por razões religiosas. Uma salada tradicional possui cubos de tomates, pepinos, pimentões, cebola vermelha e feita com um molhos caseiros, molho de limão, o vinagre, sal, pimenta e azeite.
Outros vários tipos de pratos especiais Assírios incluem thlokheh (lentilhas cozidas com curry e sha'riya), cafta (kipteh, carne moída almôndegas aromatizado com salsa, arroz, cebola e temperos em um ensopado a base de tomate), kuba hammouth (longas almôndegas de carne moída com um camada exterior de trigo, muito semelhante ao quibe frito da Síria e Libanesa), e girdo (ou girdu) que é um mingau feito de arroz e iogurte azedo, servido com tâmara ou xarope de figo.
Outras especialidades tradicionais incluem Tepsi (uma caçarola feita de camadas de batata frita, berinjela frita, pimentões fritos, cebola frita, carne e tomate encharcado em um molho de tomate e assados no forno, nãodiferente da versão Levantine de mussaca), shamakhshi (berinjela recheada frita com carne moída em molho de tomate), Dolmades (arroz e molho de tomate recheado em folhas de uva, repolho, vários pimentão, abobrinha e berinjela), Masgouf (peixe temperado com azeite de oliva, sal e açafrão-da-índia, coberto com tomate, batata, cebola e, em seguida, assadas no forno) e Lahmacun (pão sírio coberto com carne moída, tomate, especiarias, e cebola).
Sementes de sésamo são importantes para a cozinha e usados para fazer o tahine, há até mesmo um conto popular Assírio sobre os deuses beberem vinho de gergelim na noite antes de ter criado a Terra.

## Sopas e ensopados
Boushala (ou bushala) é um dos mais antigos pratos conhecidos, é uma sopa a base de iogurte, com verduras variadas como acelga ou espinafre e trigo. Esta sopa pode ser servida quente ou fria. Dikhwah (ou dokhwa) é um pesado ensopado seco a base de iogurte com cevada e carne.
Harissa (ou hareesa) é um mingau feito com casco de trigo, frutas e carne desossada de frango ou carne, e o caldo de carne, às vezes, comido com manteiga ou canela.
Tashrib (ou tashreeb) uma sopa feita de grão-de-bico, cebola e caldo de galinha ou de carne de cordeiro, servido em cima de pão no café da manhã. Tashrib é semelhante a um prato Sírio chamado fatta e um prato Iraquiano chamado tashghib, existem variações no prato que podem incluir coberturas extra com lentilha, macarrão, e romã.
Khash (é semelhante a pratos da Armênia e turcos) este guisado consiste de estômago de cordeiro recheado com arroz, cérebro, língua, fígado, e outras miudezas.

## Sobremesas
Existem vários tipos de sobremesas, como bolos e biscoitos, que incluem a Baclava, Kleicha, Kanafeh, Nazoochi, e outros. Devido à influência pós ocupação Otomana do Iraque e a Síria pelos Britânicos e franceses , muitos costumes foram levantados pelo administradores coloniais, e costumes de preparar chá e biscoitos são frequentemente consumidos como aperitivos.
Kanafeh parece um espesso pão de cor amarelada que contém bastante manteiga, ovos e açúcar, o que a torna um doce de massa folhada. Kanafeh são geralmente preparados ao lado de Kulecheh e são servidos na época do Natal. Nazoochi é semelhante ao Kanafeh mas mais doce e cortado em forma de triângulo, que é servido durante a hora do chá ou durante eventos sociais.

## Bebidas
As bebidas alcoólicas são consumidas em quantias diferentes em parte da comunidade Assíria, dependendo da geografia. Arak é uma das mais populares bebidas alcoólicas e pode ser destilado a partir de uvas ou tâmara. É uma bebida forte por isso muitas vezes é servido com comida, gosto de alcaçuz preto e é claro até que misturado com água, que então se torna leitosa. As comunidades rurais Assírias fabricam de forma tradicional a sua própria cerveja de trigo orgânica e de produzir seu próprio vinho.
Daweh é uma bebida popular feita com iogurte, água, o sal e, por vezes, hortelã, e é consumida durante o verão.
O chá preto é quase sempre bebido café da manhãno Assírio. O chá Assírio é bebido com açúcar e leite evaporado, ao contrário do leite regular ou creme. Chá de limão desidratado, ou chai noomi basra, um chá de ervas Árabe, que pode ser consumido para tratar o estômago e para indigestão.
O tradicional café Assírio é feito em grandes Jezve de bronze (que é coberto com imagens Assírias) e é servido adocicado, semelhante ao café turco. O café turco que é lembra os tempos Otomanos é muitas vezes usado da mesma forma com um toque de adivinhação chamado finjan que é uma forma de tasseography (leitura da sorte/destino). Quando o café é consumido a cartomante vai olhar no fundo do copo e ler o futuro.

## Galeria

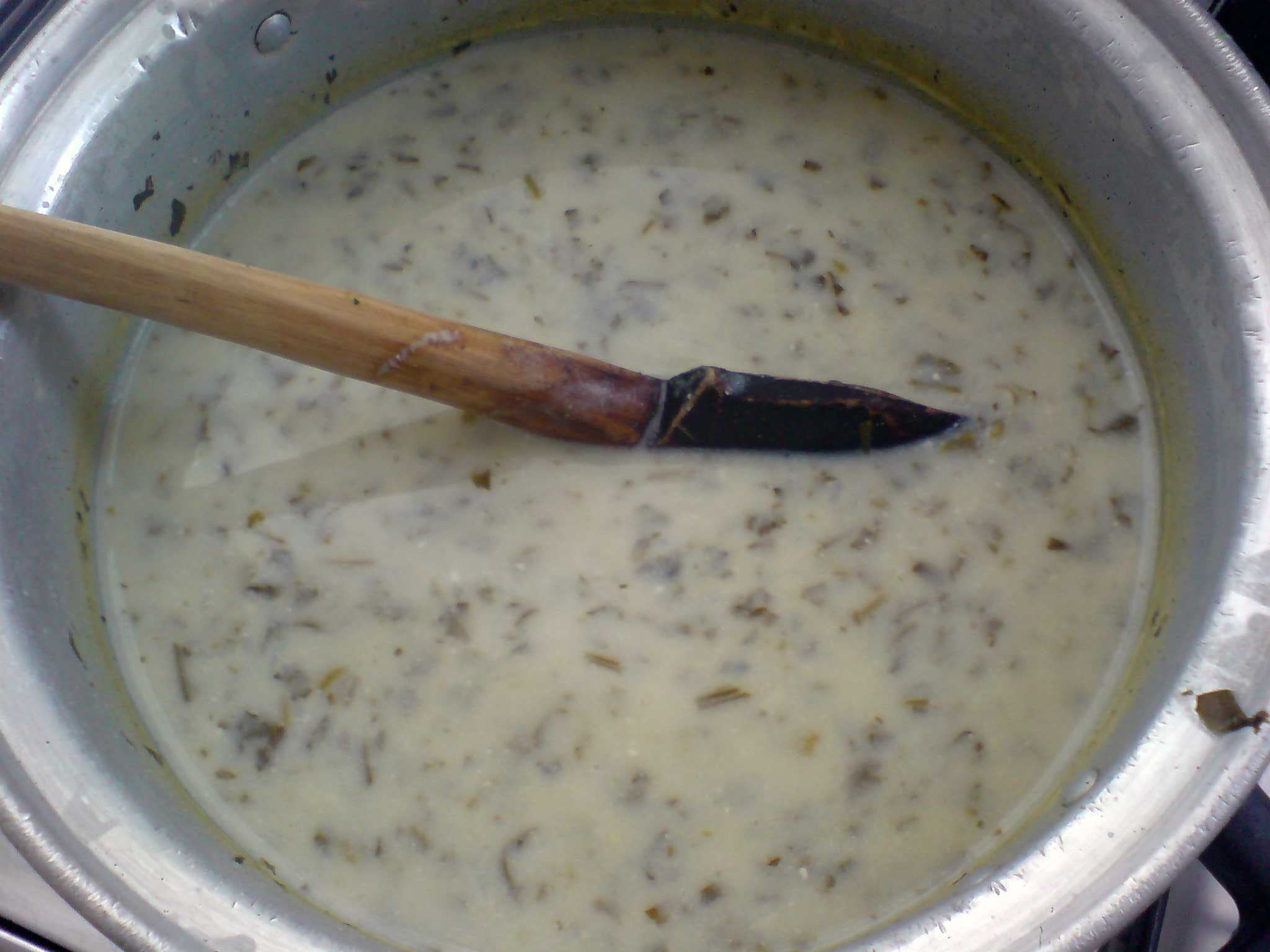
Bushala (ou boushala)
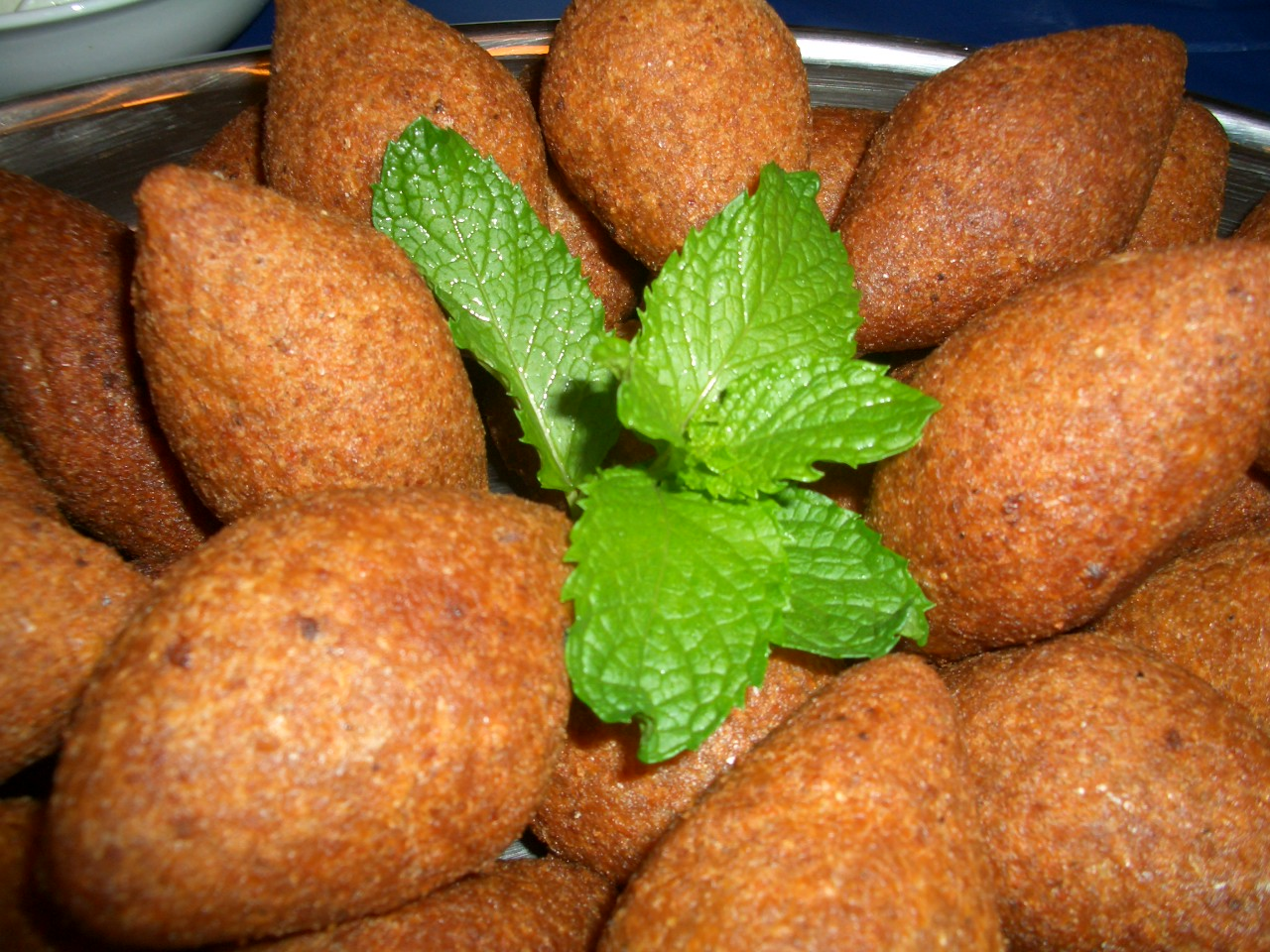
Quibe típico
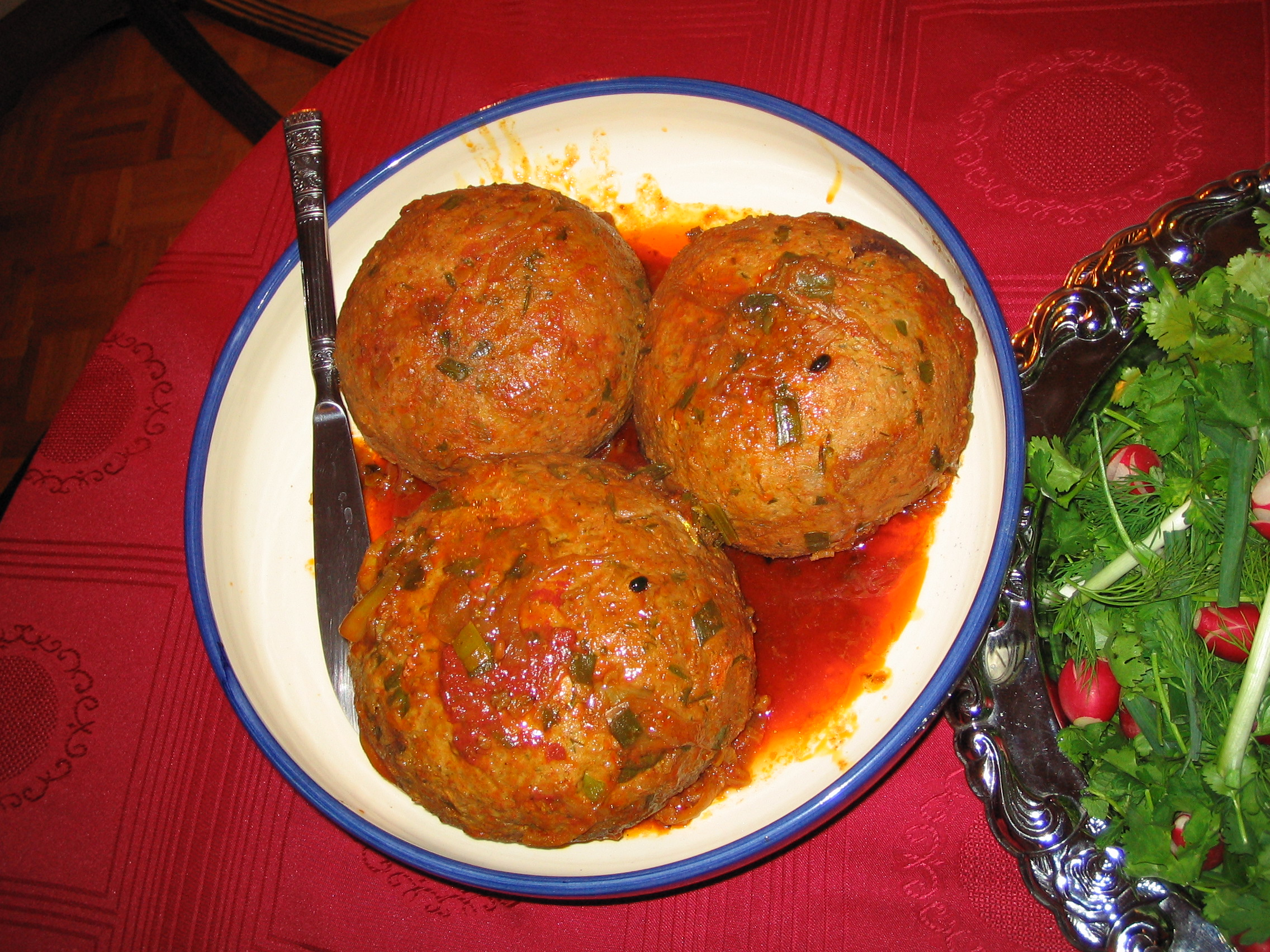
Kipteh
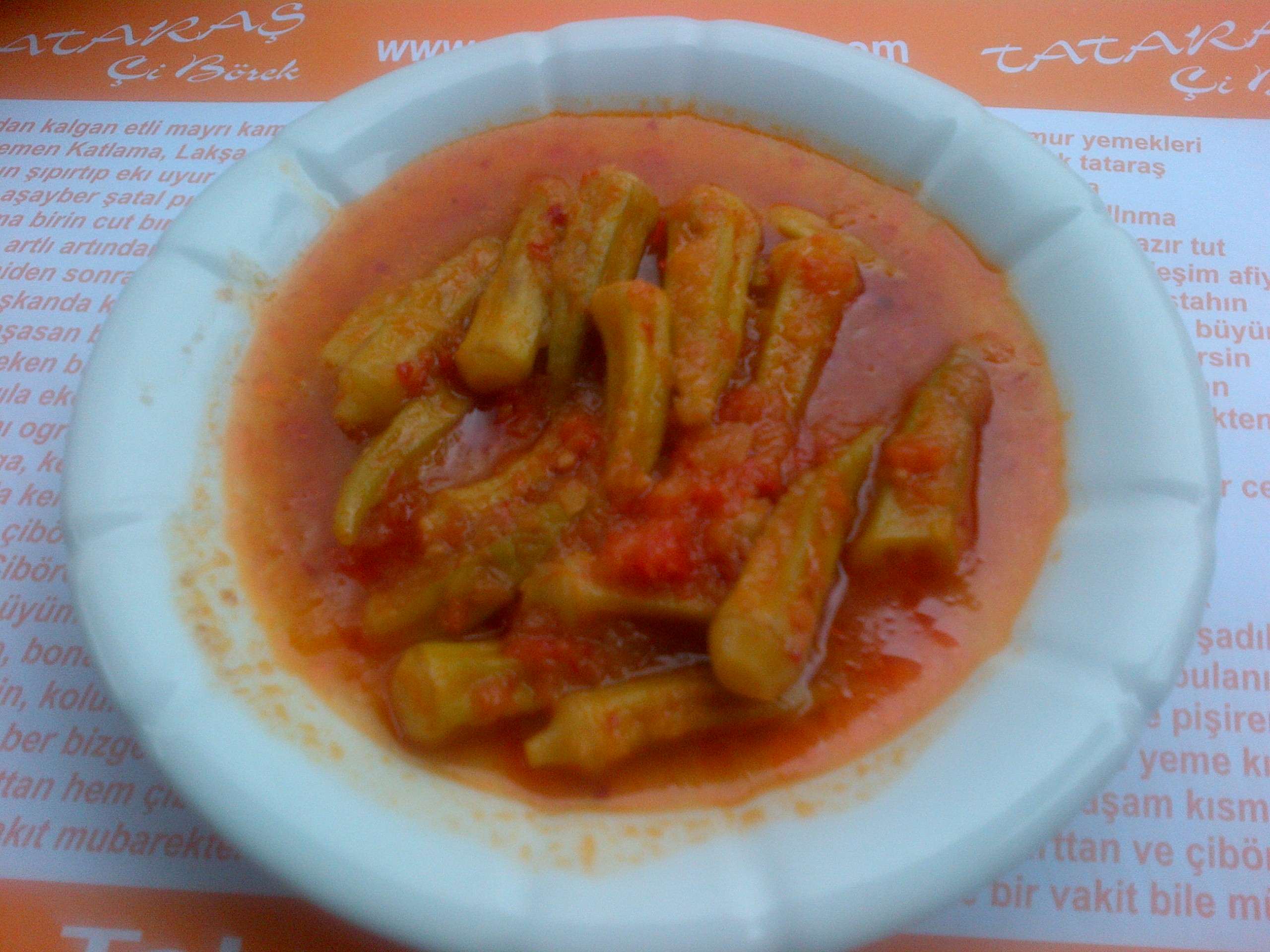
Quiabo ensopado
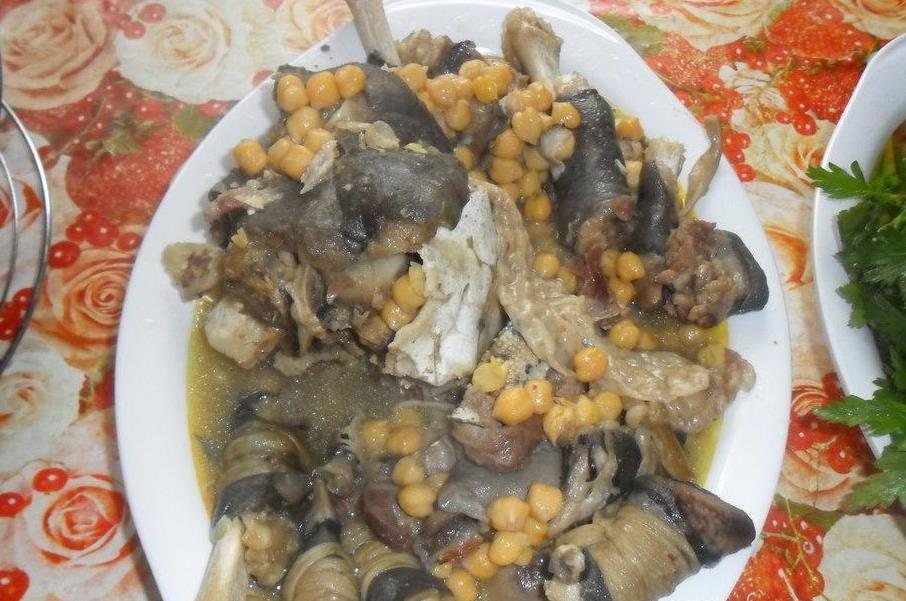
Pacha
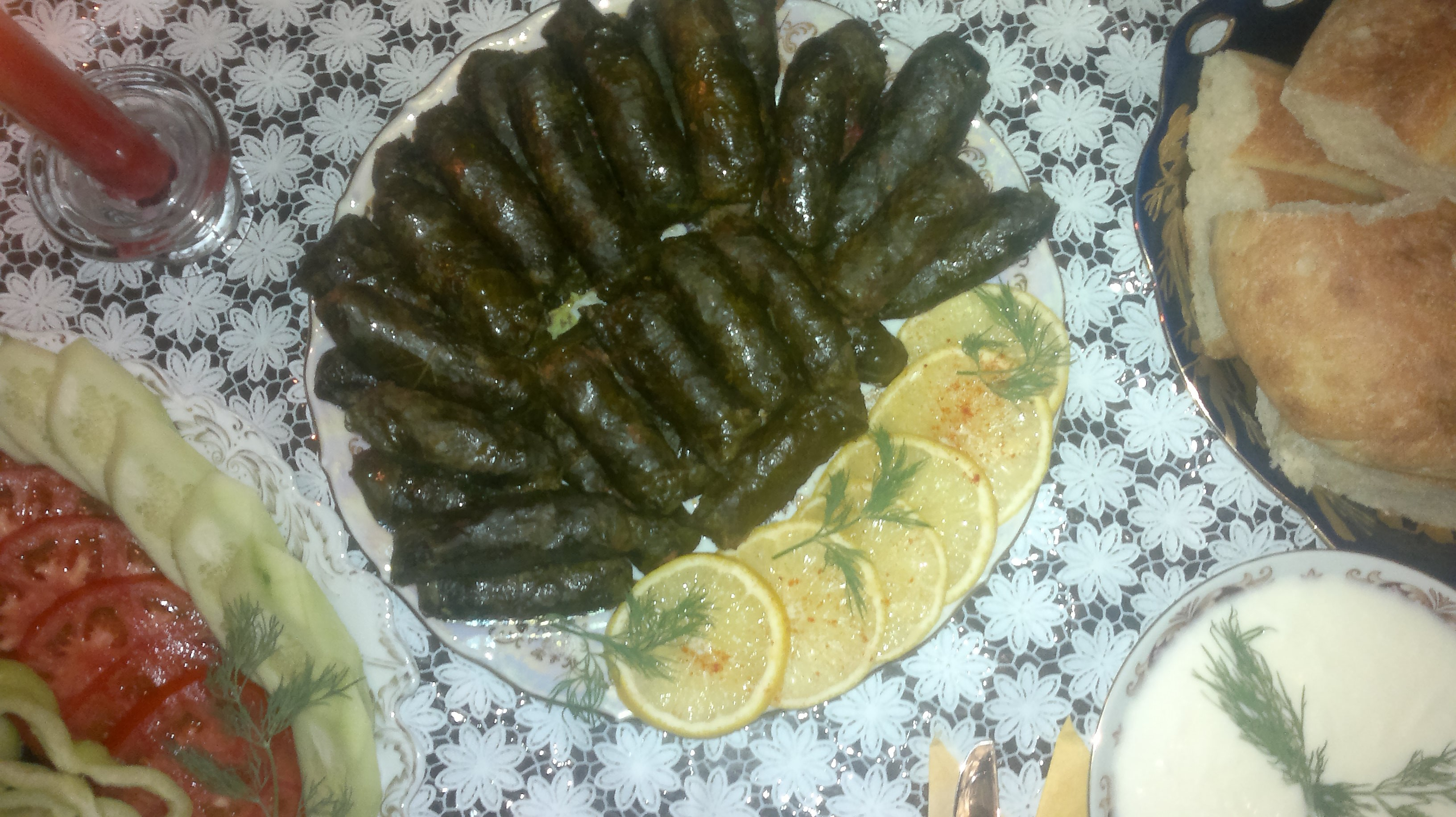
Dolmades
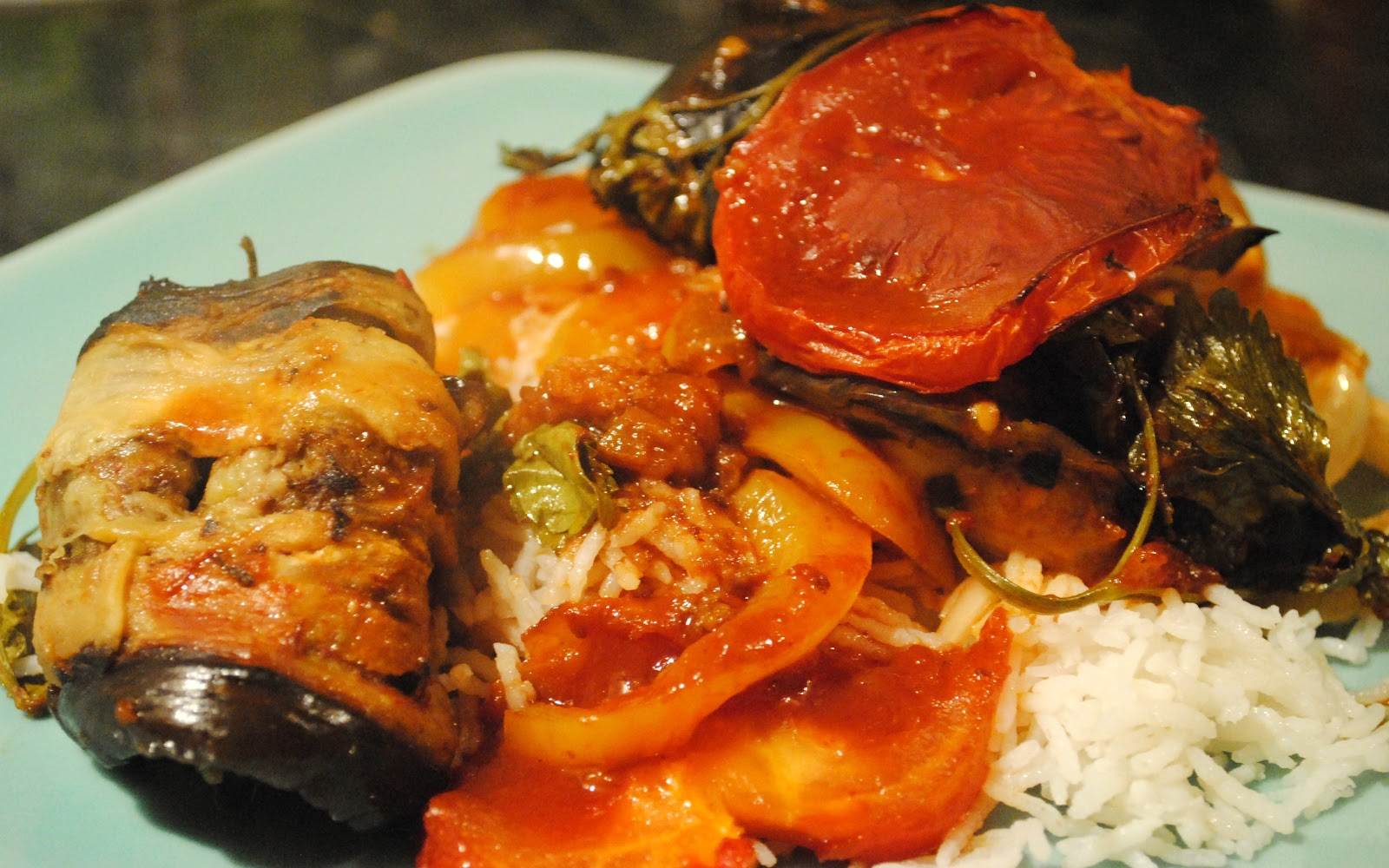
Tepsi
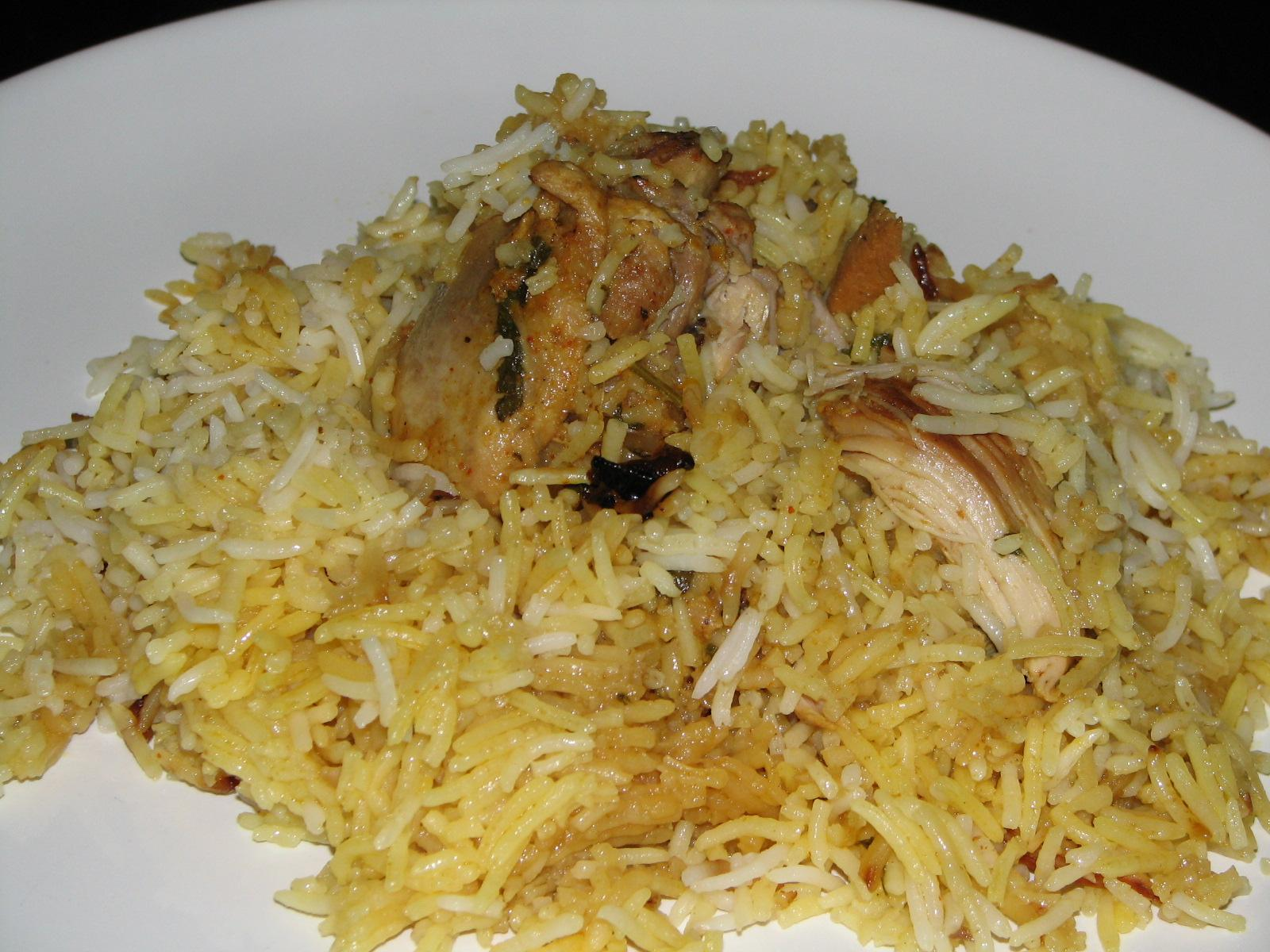
Biryani
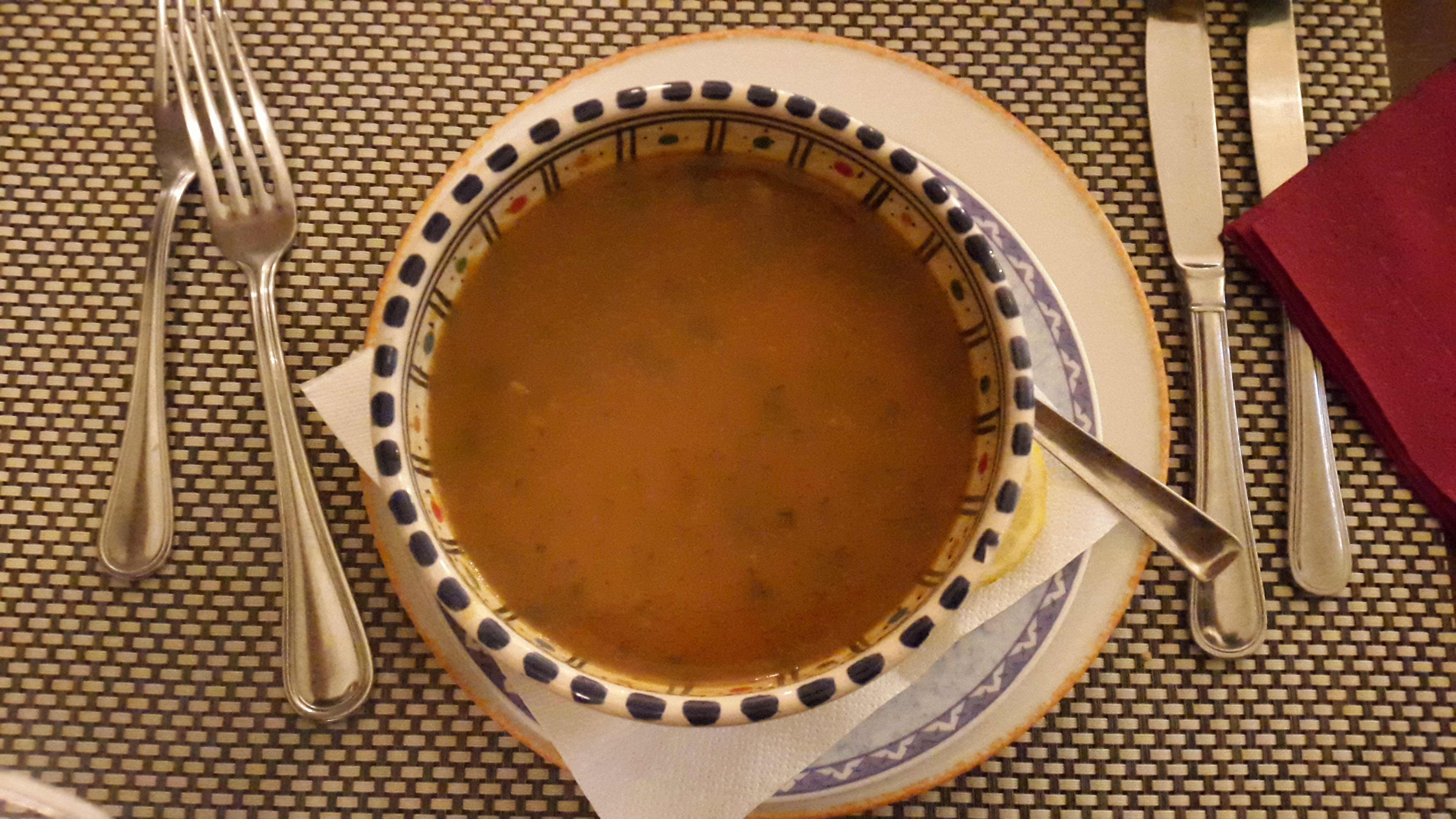
Tlokheh (sopa de lentilha)
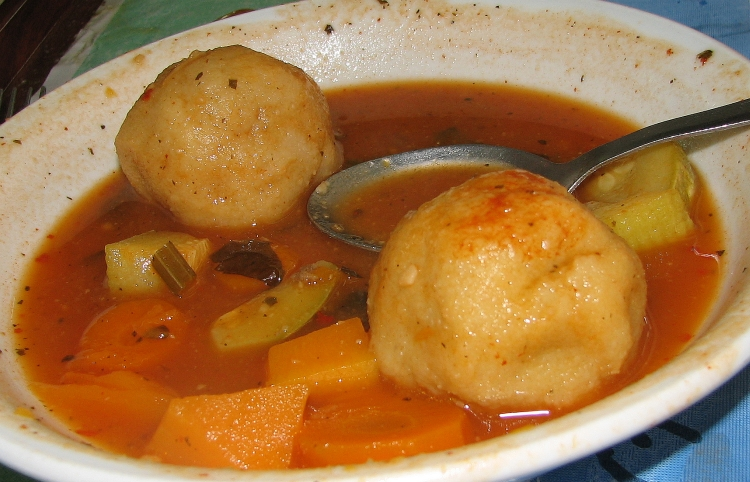
Kouba ensopado
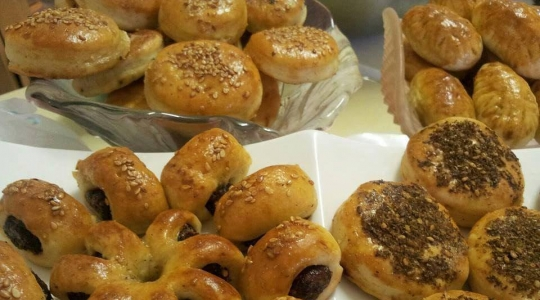
Kelecheh
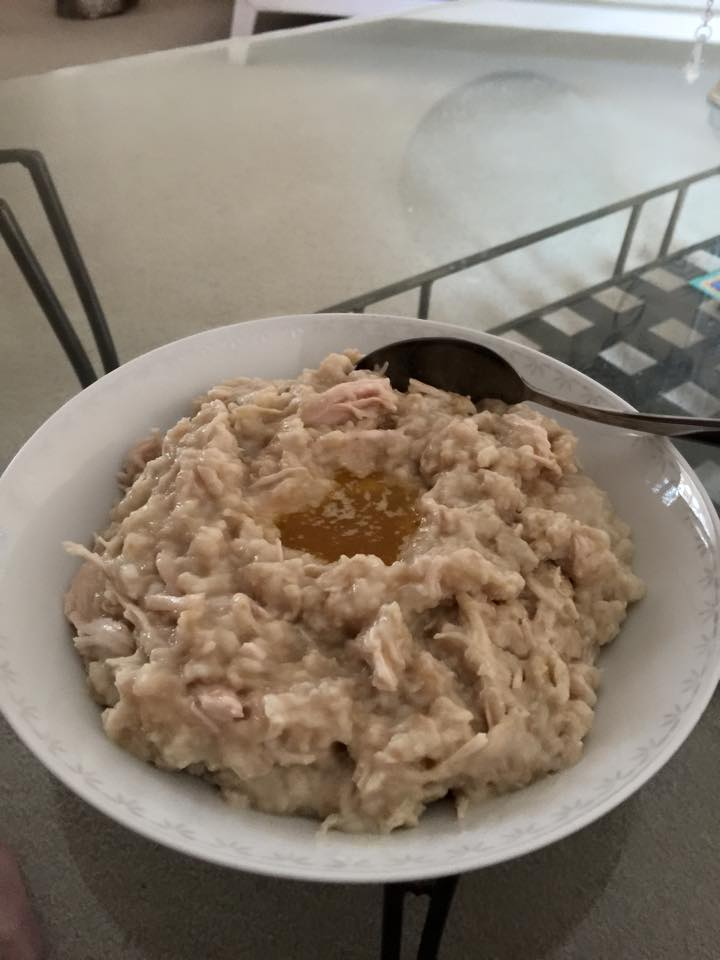
Hareesa (mingau de trigo)
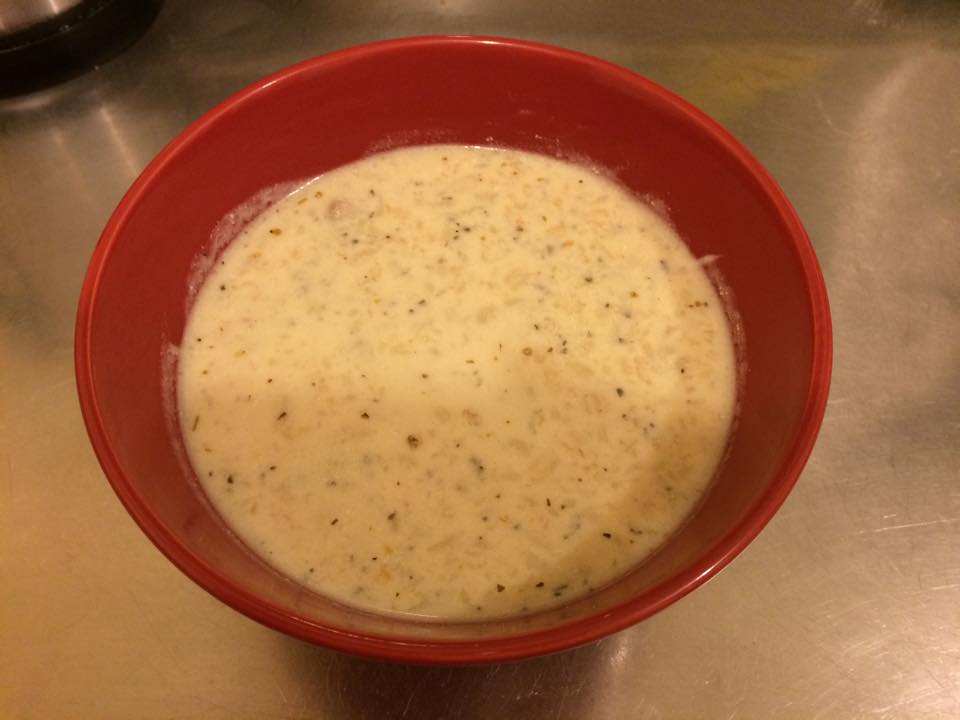
Dekhwa (sopa de cevada)
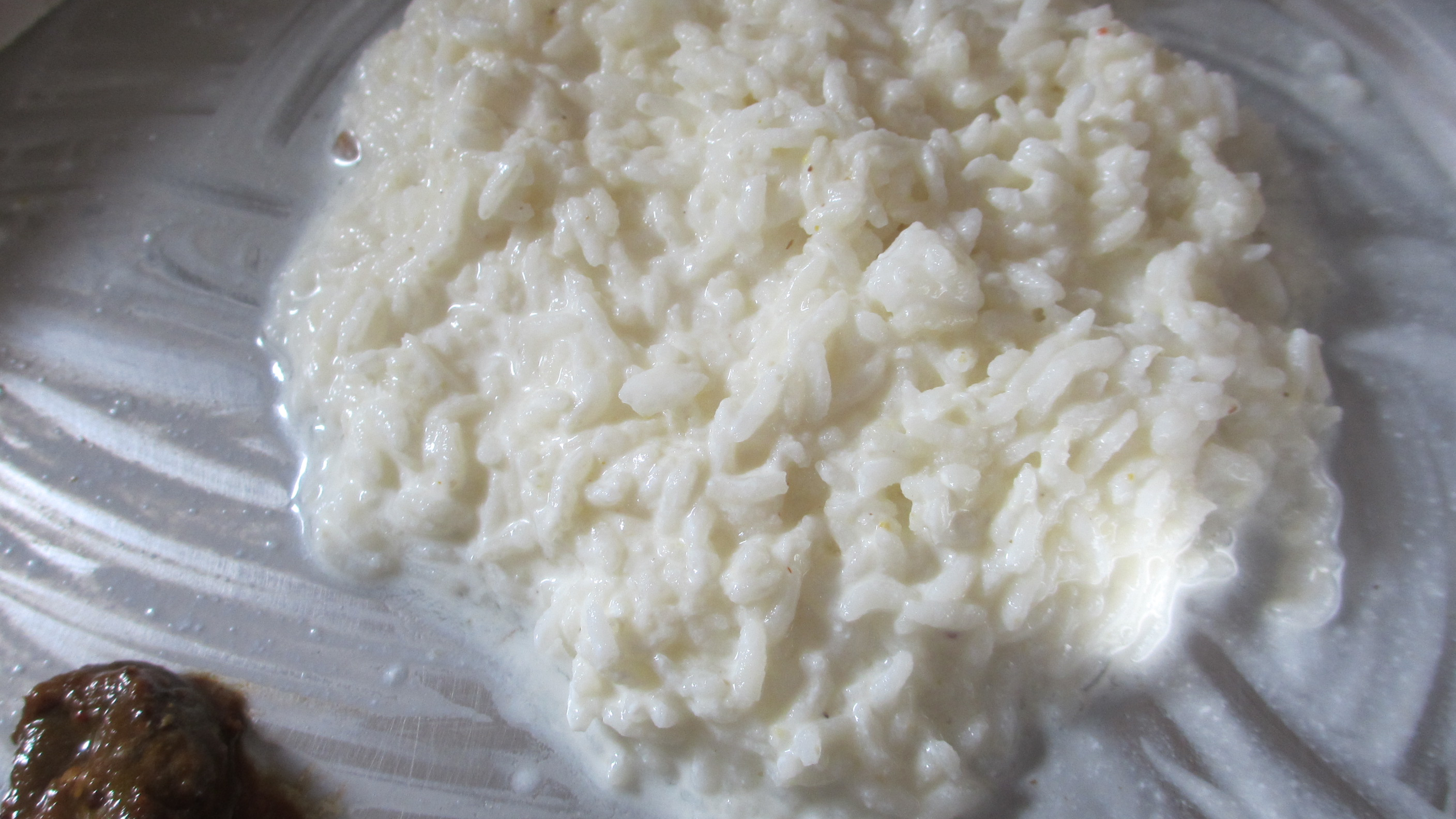
Gerdoo
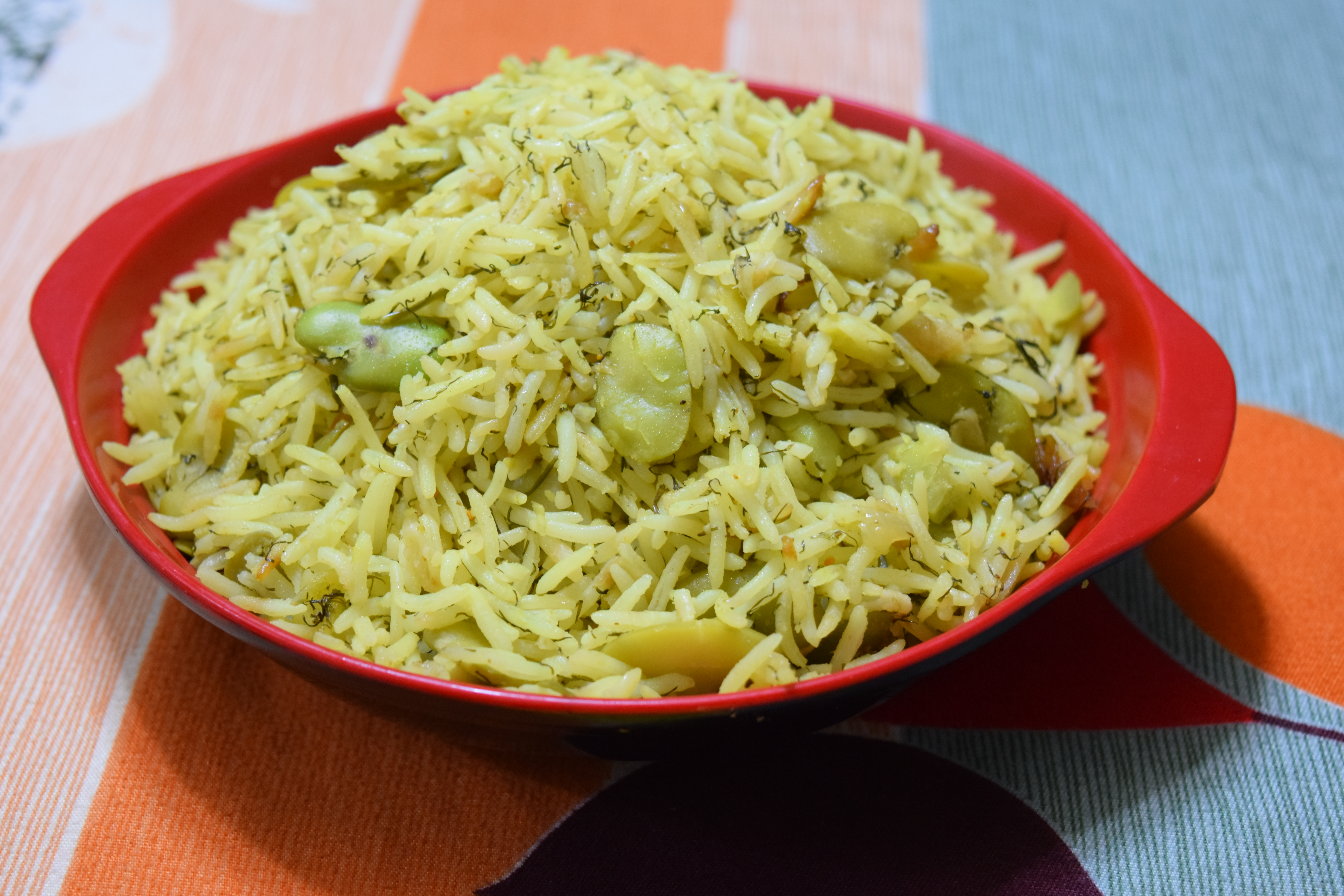
Arroz verde